# Aloe marlothii
Aloe marlothii là một loài thực vật có hoa trong họ Măng tây. Loài này được A.Berger mô tả khoa học đầu tiên năm 1905.

## Hình ảnh

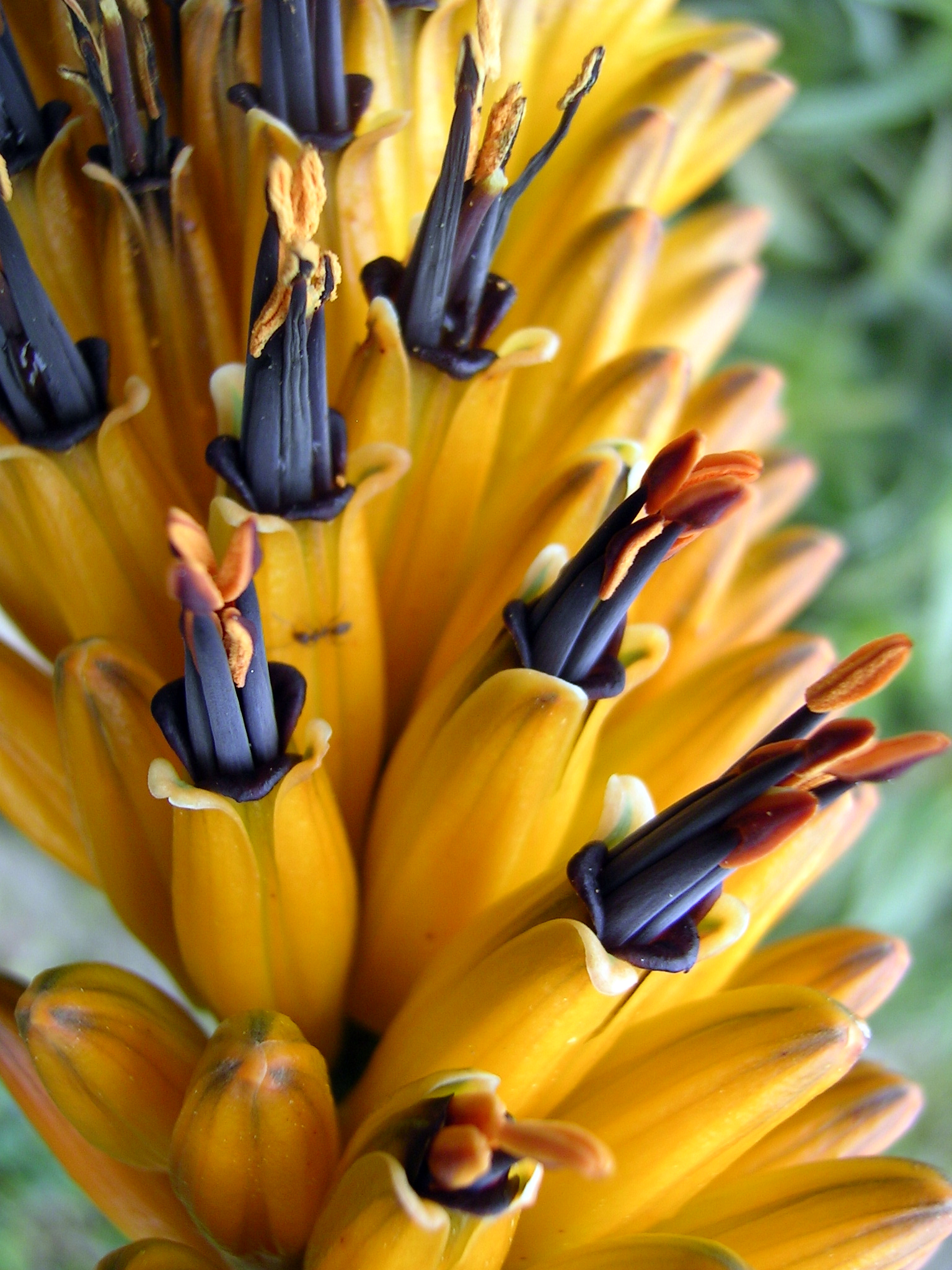
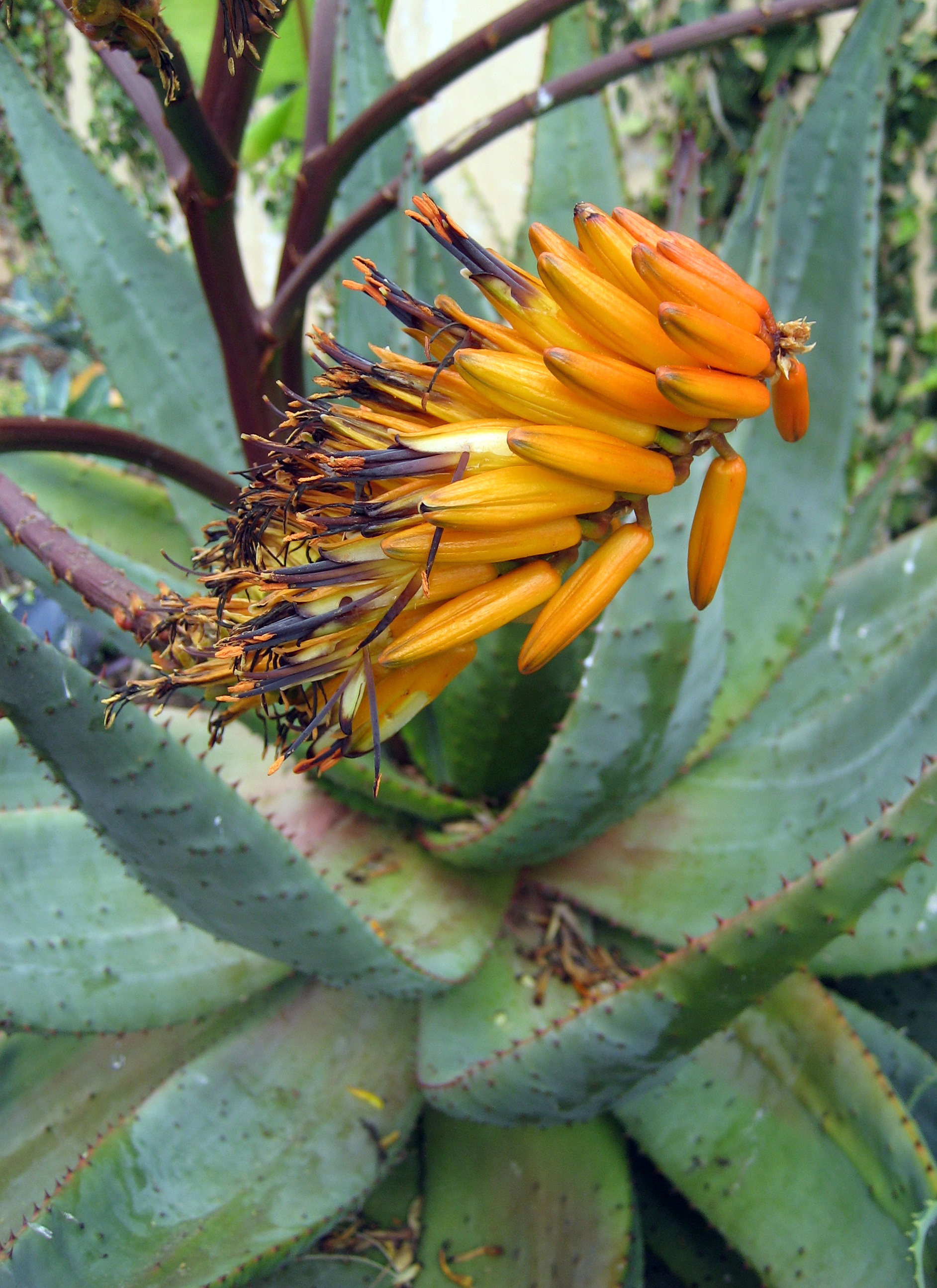
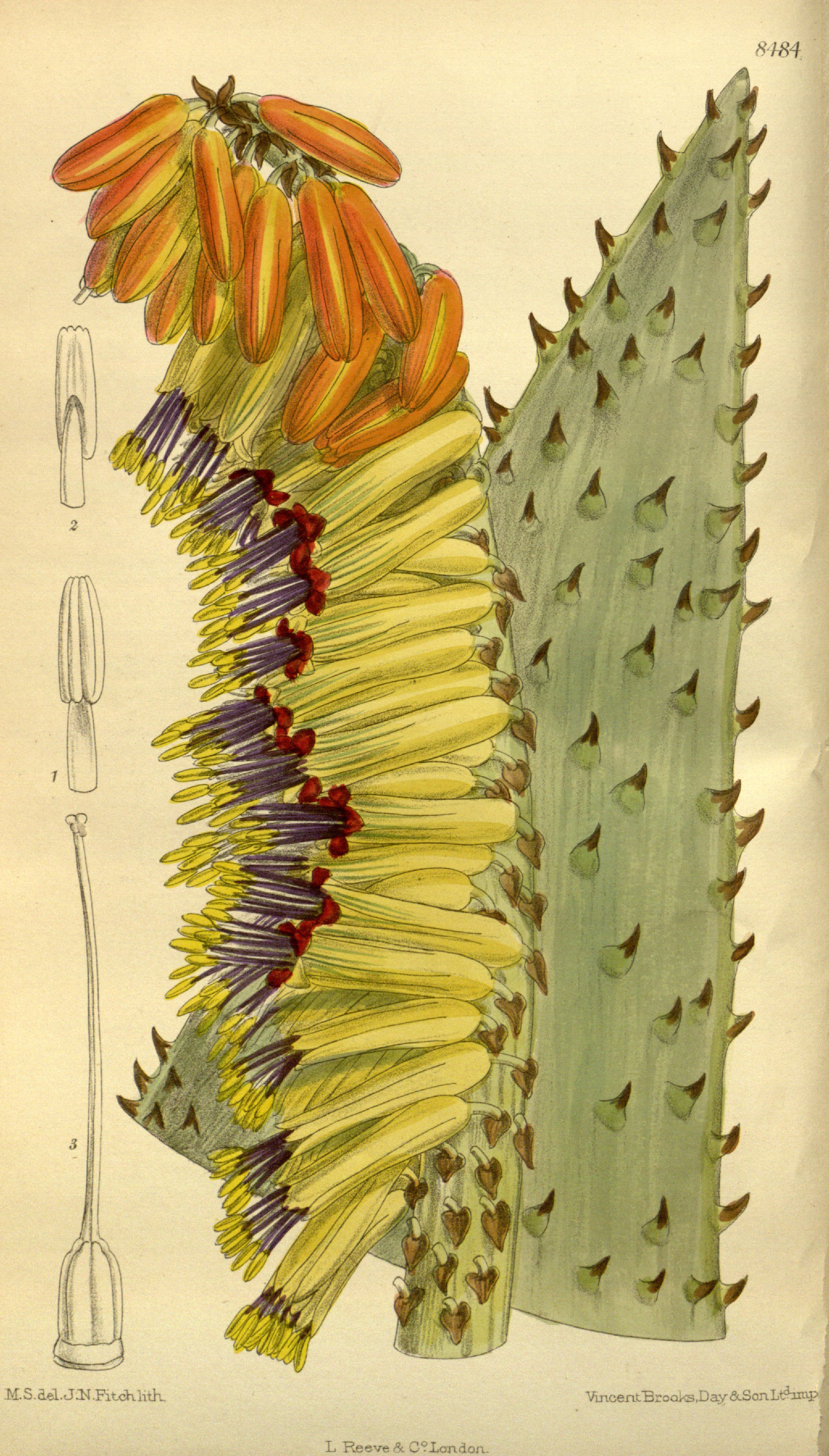
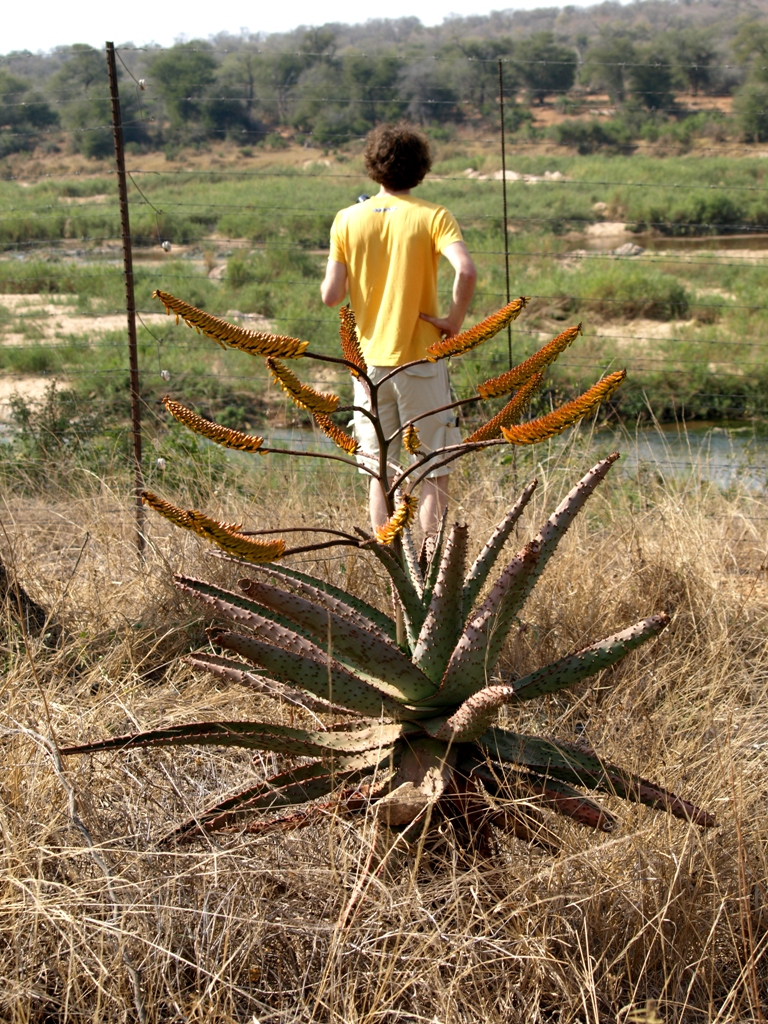